# Robert von Württemberg

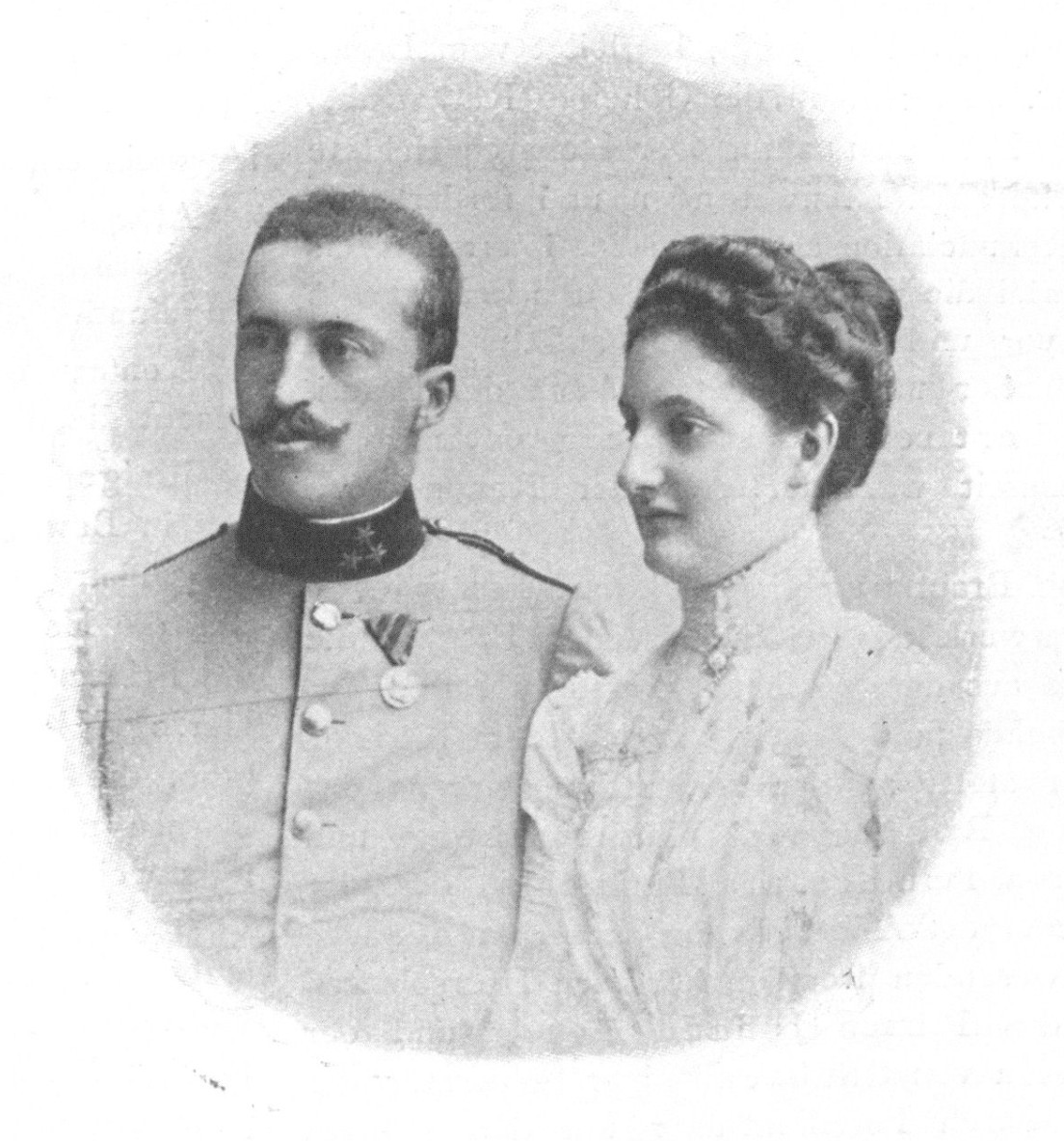
Robert von Württemberg mit seiner Frau Maria Immakulata im Jahre 1900

Robert Maria Klemens Philipp Joseph Herzog von Württemberg (* 14. Januar 1873 in Meran; † 12. April 1947 in Altshausen) war ein deutscher Offizier und Prinz des königlichen Hauses Württemberg.

## Leben
Herzog Robert war das vierte Kind des Herzogs Philipp von Württemberg und von dessen Gemahlin Marie Therese Erzherzogin von Österreich. Robert gehörte somit zur katholischen Linie des Hauses Württemberg. Sein älterer Bruder war der württembergische Thronfolger und spätere Generalfeldmarschall Albrecht Herzog von Württemberg. Herzog Robert wuchs in Wien auf und bestand dort 1894 die Matura. Als Prinz des königlichen Hauses besaß Herzog Robert seit 1894 bis zum Ende der Monarchie 1918 ein Mandat in der württembergischen Kammer der Standesherren und war dort seit 1895 persönlich anwesend. Von 1904 bis 1906 ließ er sich durch seinen jüngeren Bruder Ulrich vertreten. Bereits 1891 trat Herzog Robert in die Württembergische Armee ein und war später Rittmeister im 2. Dragoner-Regiment. Er diente auch in der Armee Österreich-Ungarns und war dort Oberleutnant im 9. Dragoner-Regiment (Erzherzog Albrecht). Daneben war Herzog Robert auch Offizier in der Preußischen Armee und stand à la suite des 2. Pommerschen Ulanen-Regiments Nr. 9.
Am 29. Oktober 1900 heiratete Herzog Robert in der Hofburgkapelle in Wien die Habsburgerin Maria Immakulata Erzherzogin von Österreich (1878–1968), eine Tochter des Erzherzogs Karl Salvator von Österreich. Die Ehe blieb kinderlos. 1901 reiste Herzog Robert in Vertretung für König Wilhelm II. von Württemberg nach London, um die Beisetzung von Königin Victoria mitzuverfolgen. Er vertrat den württembergischen König auch bei den Feierlichkeiten anlässlich der Krönung von König Eduard VII.
Im Ersten Weltkrieg kommandierte Herzog Robert die 26. Kavallerie-Brigade, welche der 7. Kavallerie-Division angehörte. Er wurde am 19. September 1916 zum Generalleutnant befördert und war zuletzt dem Oberkommando der Heeresgruppe „Kronprinz Rupprecht“ zugeteilt. Nach dem Untergang der Monarchie in Folge der Novemberrevolution zog sich Robert Herzog von Württemberg ins Privatleben nach Altshausen zurück. Sein Bruder Albrecht hatte 1919 den Wohnsitz der herzoglichen Familie von Stuttgart ins dortige Schloss Altshausen verlegt. Robert beschäftigte sich, offenbar im Gedanken an eine mögliche Wiedererrichtung der Monarchie, mit dem Entwurf von Bauplänen für neue Schlösser, Abteien und Kirchen, die jedoch auf Grund der weiteren politischen Entwicklung nie realisiert werden konnten. So entwickelte er zum Beispiel für das Neue Schloss in Stuttgart während des Zweiten Weltkriegs Pläne zur Errichtung einer „Christ-Königs-Hofpfarrkirche“. Ebenso entwarf er ein neues katholisches Messbuch sowie Uniformen für die Dienerschaft, aber auch fern der realen Möglichkeiten neue Uniformen und Bezeichnungen für Regimenter, ebenso Wappen, Standarten und Orden.

## Ehrungen
- 1900 Orden vom Goldenen Vlies
- 1906 Großkreuz mit der Krone in Erz des Hausordens der Wendischen Krone
- Österreichisches Militärverdienstkreuz II. Klasse mit Kriegsdekoration am 12. Juli 1915
- Großkreuz des Ordens der Württembergischen Krone mit Schwertern am 20. Juli 1916[4]
- Großkreuz des Friedrichs-Ordens mit Schwertern am 20. Juli 1916[5]
- Stern mit Schwertern zum Bayerischen Militärverdienstorden II. Klasse am 2. Juni 1917[6]
- Großkreuz des k.u. Sankt Stephans-Ordens am 4. August 1917[7]